# Immae
Immae est une ancienne ville de Syrie, célèbre pour la bataille qui y eut lieu en 218 et vit la victoire des partisans d'Héliogabale sur Macrin puis pour celle de 272 entre l'Armée romaine d'Aurélien et les armées de l'Empire palmyrénien de la reine Zénobie. 

## Géographie
Elle était située entre Emèse et Antioche. 

## Histoire

### Bataille de 272
Pendant la crise du troisième siècle, Rome a perdu sa capacité à défendre ses provinces orientales contre l'invasion sassanide. Septimius Odaenathus, un chef de Palmyre, improvise une armée qui s’avère très efficace pour repousser l'assaut sassanide. Il a un tel succès que Gallien en fait un roi et protecteur de l'empire d'Orient. Après sa mort, sa femme, la reine Zénobie, prend le contrôle direct (par l'intermédiaire de son fils) des provinces orientales de l'Empire romain qui étaient sous la protection palmyrienne. Grâce à une diplomatie astucieuse, elle réussit à étendre ses possessions en Égypte et convainc une grande partie de l'Asie Mineure d'appeler Palmyre sa capitale, se taillant ainsi un empire. Publiquement, elle maintient la façade d'un partenariat avec Rome en plaçant à tout moment son fils dans une position subordonnée à Aurélien dans tous les documents officiels, papier à en-tête et pièces frappées.
Aux yeux d'Aurélien, son entrée en Égypte, toujours considérée comme une province strictement personnelle de l'Empereur, n'est rien de moins qu'une déclaration de guerre. Malgré cela, Aurélien n'est pas en mesure de contester ses actions directement en raison de l'invasion constante des tribus germaniques. Enfin, après des victoires dévastatrices sur les Alamans, la fortification de la région avec des murs d'enceinte et l'abandon de la Dacie, il sent que Rome est suffisamment en sécurité pour commencer une campagne vers l'est.
Réalisant que son armée est bien trop encombrante pour envahir efficacement l'Égypte, Aurélien envoie un de ses généraux avec une flotte pour tenter de chasser la garnison de Palmyrène qui y est stationnée. Pendant ce temps, une fois que l'empereur Aurélien a restauré son armée dans toute sa force, il commence à marcher vers la ville d' Antioche.
Estimant que la mascarade est terminée, la reine Zénobie abandonne toute prétention et fait déclarer son fils Auguste. Elle mobilise une armée pour rencontrer Aurélien sur le terrain sous le commandement de son capable général Zabdas (en).
Les deux armées se rencontrent à Immae (près de l'actuelle Reyhanlı en Turquie). Zabdas a deux grands avantages à sa disposition : le premier est la supériorité de ses cataphractes et le second la chaleur extrême à laquelle les Romains ne sont pas habitués. Aurélien comprend également la situation et prévoit d'utiliser une tactique mise en œuvre par Claude II le Gothique contre les Goths, transformant les deux inconvénients en avantages décisifs.
Après quelques escarmouches, Zabdas veut prendre l'initiative et appelle à une charge de cavalerie qui force Aurélien à contrer avec sa propre charge de cavalerie. Lorsque les deux forces sont sur le point de s'engager, la cavalerie légère romaine rompt soudainement les rangs, est mise en déroute et quitte le champ de bataille. Zabdas, sentant la victoire certaine, ordonne à ses cataphractes beaucoup plus lourdes de donner la chasse. Au bout d'un moment, la longue poursuite et le soleil brûlant commence à peser davantage sur les chevaux et les hommes lourdement blindés, mais leur confiance apparemment inébranlable dans la supériorité de leur cavalerie les incite à continuer. À un point prédéterminé, les Romains se retournent et attaquent soudainement la cavalerie épuisée et surprise. Le piège est dévastateur et très peu de cavaliers palmyréniens survivent.
Après avoir entendu parler de la destruction de sa cavalerie, Zabdas réalise que la journée est perdue. Son infanterie n'est pas à la hauteur des légionnaires aguerris. Il ordonne immédiatement une retraite complète à Antioche. Comprenant l'inévitabilité de la chute d'Antioche, la reine Zénobie et Zabdas réapprovisionnent leurs forces et les déplacent sous le couvert de l'obscurité d'Antioche à Émèse.
Au matin, les hauts fonctionnaires d' Antioche découvrent qu'ils ont été abandonnés et la réputation d'Aurélien de représailles sauvages commence à les remplir d'une peur paralysante. N'ayant pas le choix, ils ouvrent leurs portes à Aurélien et se préparent au pire. Aurélien ne tue finalement pas les hauts dirigeants ni même ne permet à ses troupes de saccager la ville, mais accorde plutôt une amnistie générale. Cette démonstration de miséricorde a un effet retentissant dans tout l'Orient. Ville après ville, ne craignant plus de représailles, chacune accepte sa réincorporation pacifique dans le giron de l'Empire romain.